# Kirche Burg (Spreewald)

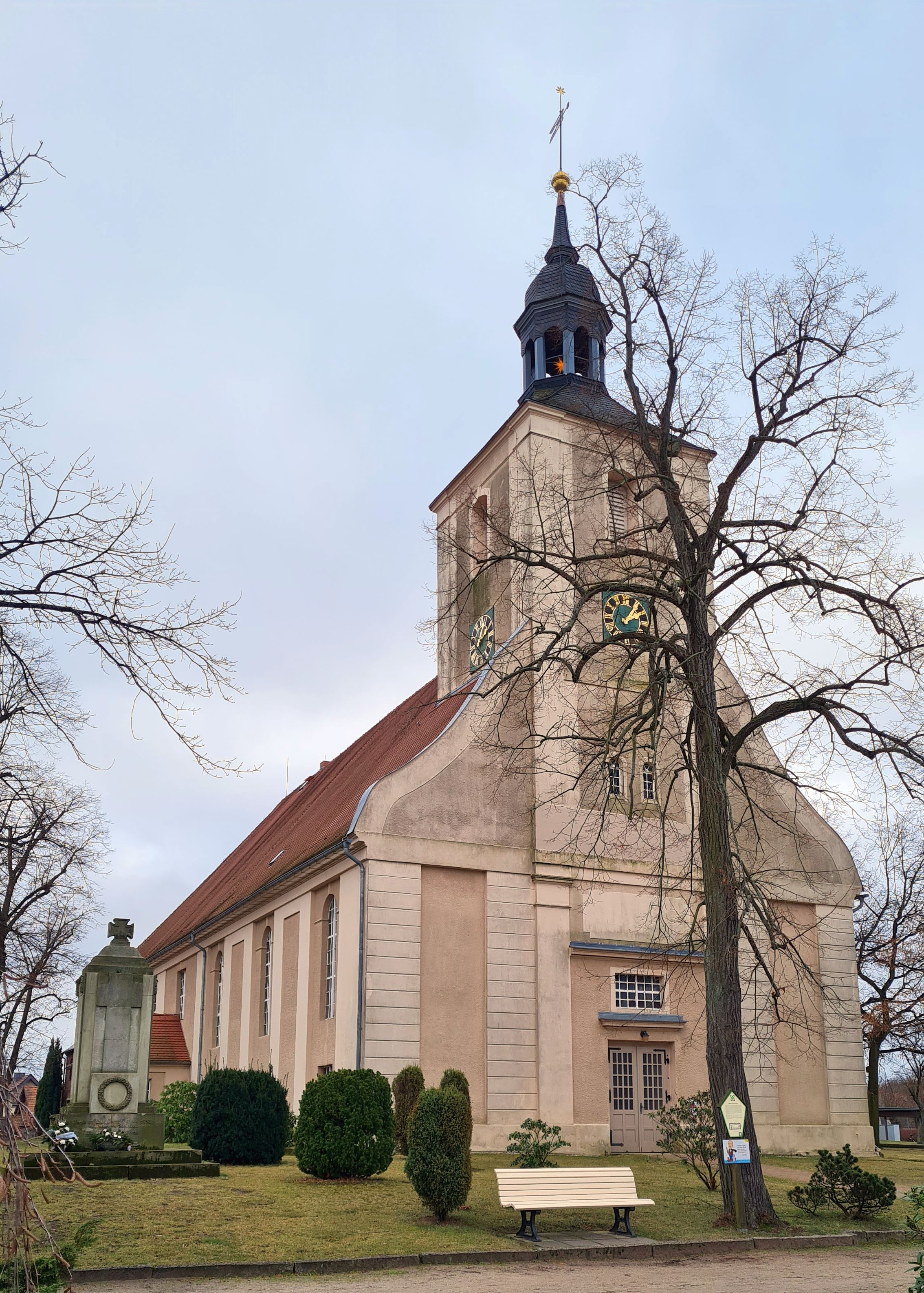
Kirche Burg (Spreewald), 2022

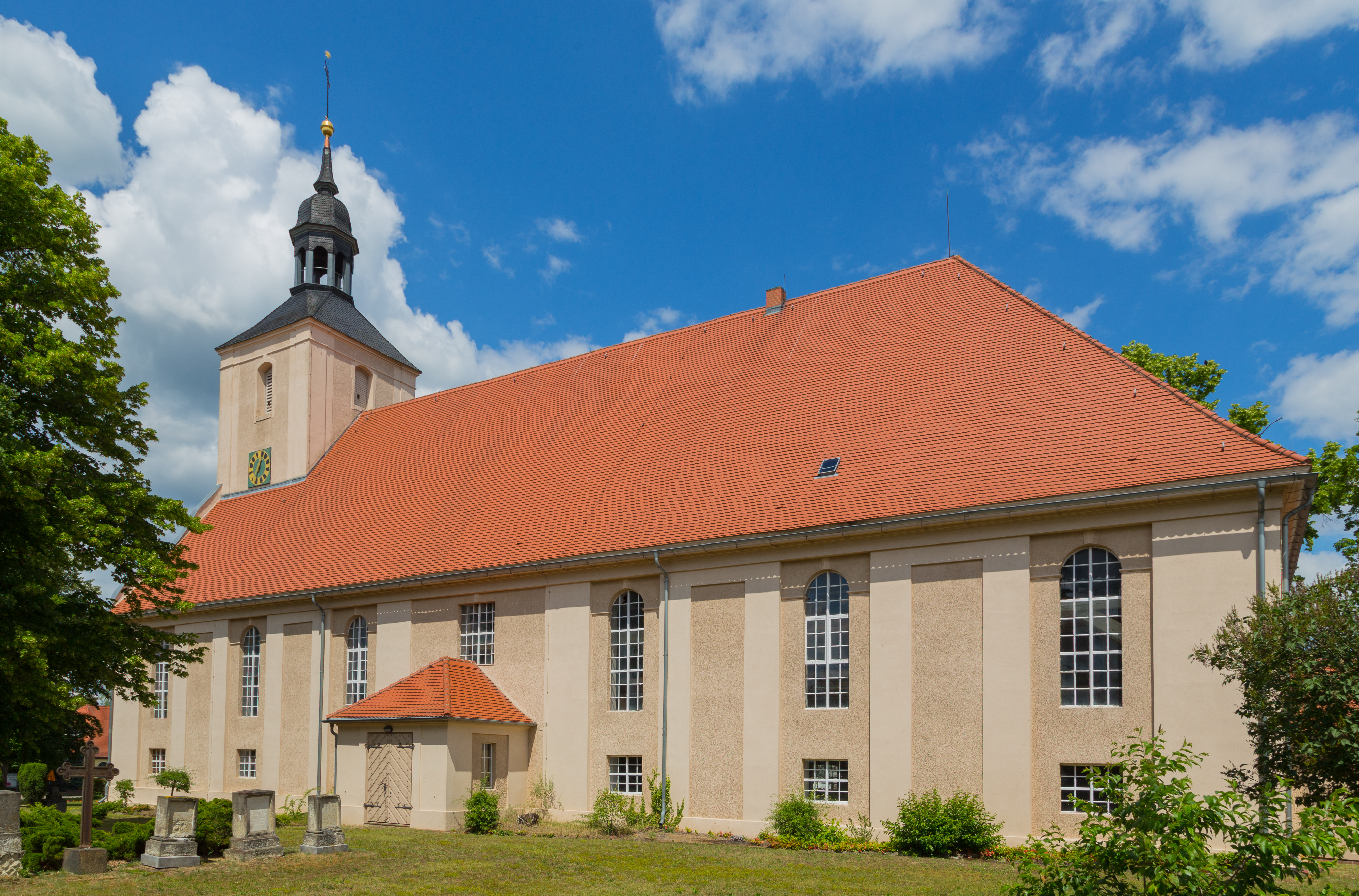
Ansicht von Süden, 2020

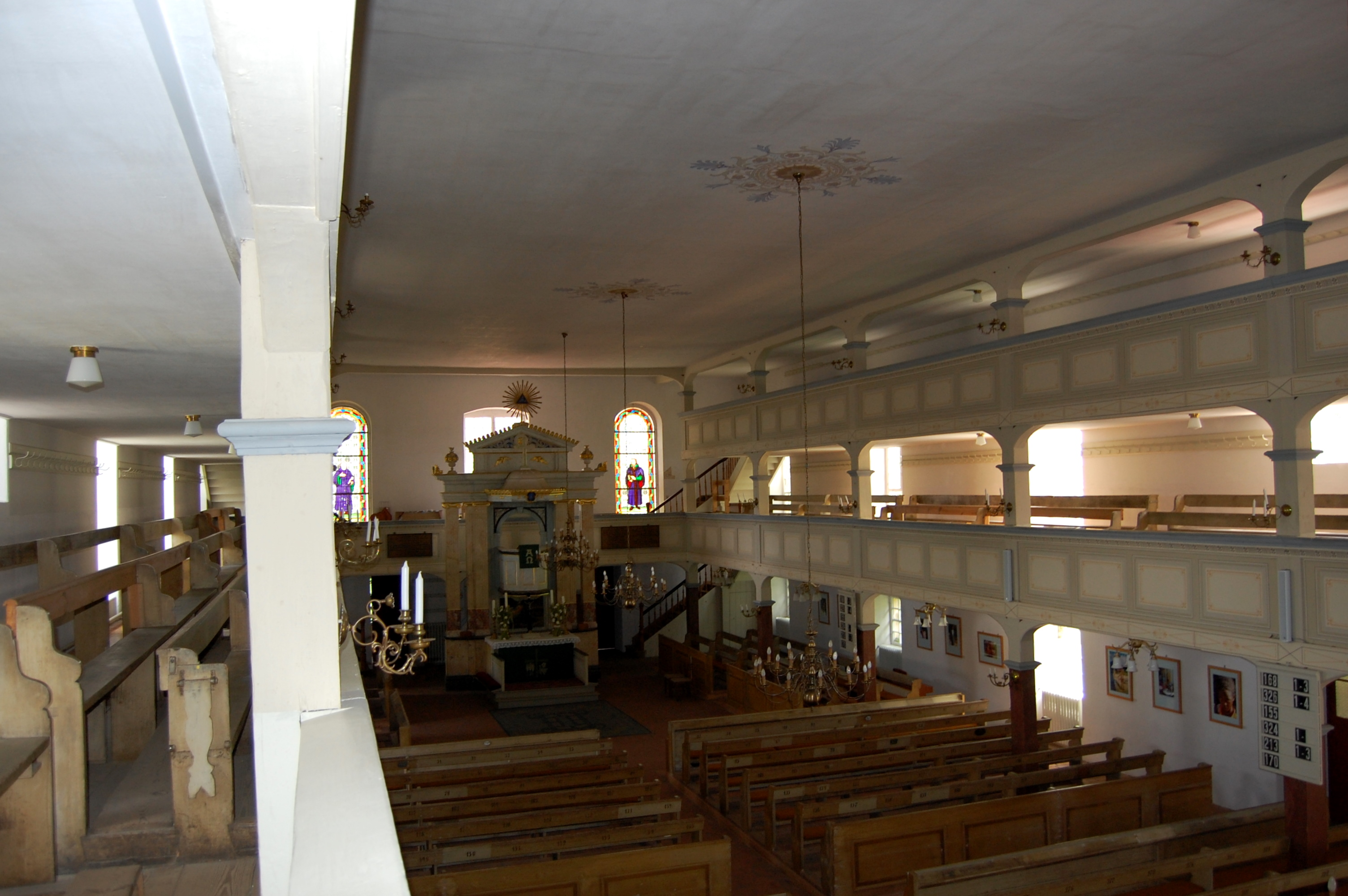
Blick von der nördlichen Empore, 2009

Die Kirche Burg (Spreewald) ist das Kirchengebäude des Dorfes Burg (Spreewald) im Landkreis Spree-Neiße in Brandenburg. Die Kirchengemeinde Burg (Spreewald) gehört zum Kirchenkreis Cottbus in der Evangelischen Kirche Berlin-Brandenburg-schlesische Oberlausitz.

## Geschichte

### Gründung der Gemeinde
Burg verfügte als kleiner und zunächst sehr unzugänglich gelegener Ort über keine eigene Kirche. Den Gottesdienst besuchten die Bewohner in Lübbenau. Später fiel jedoch Lübbenau nach dem Prager Frieden von 1635 an Sachsen, während Burg weiterhin zu Brandenburg gehörte. Möglicherweise seit dieser Zeit gehörten die Burger zur Kirchengemeinde Werben und gingen in die dortige Dorfkirche.
Durch eine intensive Ansiedlungspolitik Preußens nahm die Bevölkerungszahl in Burg deutlich zu. Der Platz in der Kirche in Werben reichte nicht mehr aus. Hinzu kam das Problem, dass der seit 1745 in Werben tätige Pfarrer Spindler die wendische, also Niedersorbische Sprache nicht gut konnte. Das Wendische war zu diesem Zeitpunkt noch die Umgangssprache in Burg. Die Burger wandten sich 1746 an die königliche Regierung mit dem Wunsch eine eigene Kirchengemeinde zu gründen und eine Kirche zu bauen. Der Wunsch wurde ihnen bewilligt. Das Gemeindeleben fand jedoch zunächst weiterhin in Werben statt. 1749 wurde ein erstes Gebetshaus in Burg errichtet. Dies erwies sich jedoch als ungenügend und wurde bereits kurze Zeit später wieder abgerissen. Am 1. Oktober 1751 nahm Martin Friedrich Stein als erster Burger Pfarrer seine Arbeit auf. Im gleichen Jahr war ein einfaches Pfarrhaus entstanden.
Im Jahr 1753 errichtete man eine Fachwerkkirche, die jedoch am 30. September 1766 bei einem Großbrand, dem auch der größte Teil der anderen Gebäude des Dorfes zum Opfer fiel, niederbrannte. Bei dem Brand wurde auch das 1751 begonnene Trau- und Sterberegister der Burger Gemeinde vernichtet. Das erste Taufregister blieb jedoch bis zum heutigen Tage erhalten. Als Ersatzbau für die Kirche wurde zunächst 1767 wieder ein Bethaus errichtet. Das in der Nähe des Leineweberfließ stehende, an eine kleine Scheune erinnernde Gebäude stand noch bis 1960 und wurde dann abgerissen.

### Bau der Kirche
Mit der weiter wachsenden Einwohnerzahl wurde der Wunsch nach einem Kirchen Neubau größer. Am 30. September 1799, 33 Jahre nach dem Großbrand, wurde der Grundstein für die heute bestehende Kirche gelegt. Als Standort wurde der ursprünglichen Standort der Fachwerkkirche gewählt. Während der Bauarbeiten entzog man dem beauftragten Baumeister Wintzer den Auftrag, was zu einer Pause der Bauarbeiten führte. 1802 wurde der Peitzer Maurermeister Grimm mit der Fortführung der Arbeiten beauftragt. Noch 1802 wurde Richtfest gefeiert, bevor, auf Grund fehlender Geldmittel, die Bauarbeiten wieder zum Erliegen kamen. Die Arbeiten hatten bis dahin 8000 Taler gekostet. 4000 Taler stammten durch Spenden aus der Burger Bevölkerung. 128.000 freiwillige Arbeitsstunden waren erbracht worden. Auf ein Bittgesuch an den König finanzierte die Regierung, wohl angesichts der erheblichen Eigenleistungen der Burger, die restliche zur Fertigstellung der Kirche noch erforderliche Summe von 4575 Talern.
Die zwei bronzenen Glocken wurden von der Firma Fischer aus Königsberg gegossen und am 7. März 1803 geliefert. Der Preis ist mit 837 Talern und zwölf Groschen überliefert. Die Einweihung der Kirche fand am 11. November 1804 statt. Im Jahr 1810 wurde von der Gemeinde Drebkau eine gebrauchte Orgel und aus Peitz eine gebrauchte Kirchturmuhr gekauft. Als Ersatz für den zu klein gewordenen Friedhof wurde 1819 links an der Straße nach Werben ein neuer Friedhof eingeweiht, der dann 1872 erweitert wurde. In den Jahren 1824/25 wurde ein neues massives Pfarrhaus errichtet. Ab 1844 entstand ein Küsterhaus, welches unter anderem dem örtlichen Schulunterricht diente. 1852 machte sich die Erneuerung von Kugel, Wetterfahne und Stern auf dem Kirchturm erforderlich.
Wie auch in anderen Kirchen der Region fanden die Gottesdienste sowohl in wendischer als auch in deutscher Sprache statt. Für 1852 ist belegt, dass der wendische Gottesdienst im Sommer um 9.00 Uhr begann und anschließend der jedoch weniger stark besuchte deutschsprachige Gottesdienst folgte.

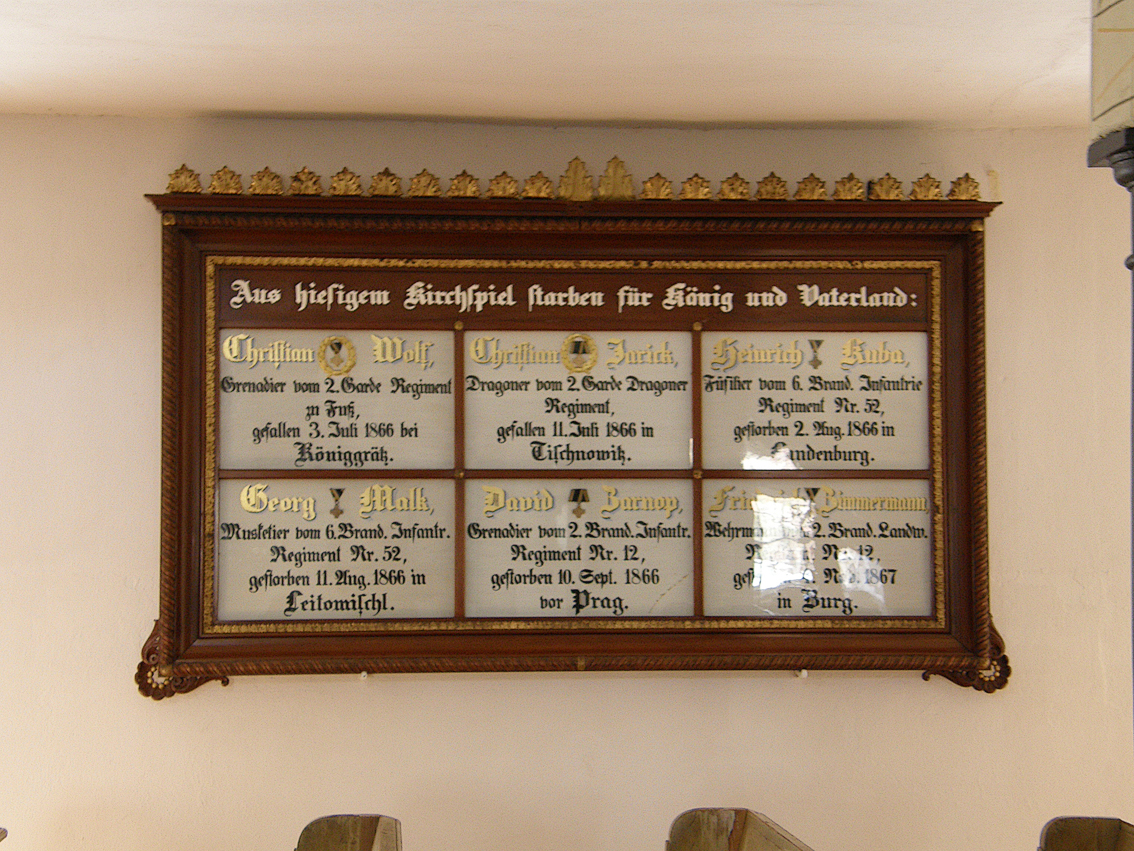
Gedenktafel für die Toten der Kriege 1866 und 1870/71

Die erste Gemeindekirchenratswahl in Burg fand am 8. September 1860 statt. Wahlberechtigt waren nur die selbständigen Familienoberhäupter soweit sie zumindest 24 Jahre alt waren. Die Kandidaten mussten mindestens 30 sein. Im Jahr 1865 wurde dann eine erste große Instandsetzung des Kirchengebäudes durchgeführt. Zugleich erhielt die Kirche eine neue von der Firma Remmler aus Berlin gebaute Orgel. Der in Burg ansässige Tischlermeister Gottlieb Kauper schuf eine neue Kanzel und einen neuen Altar sowie später die Gedenktafeln für die in den Kriegen 1866 und 1870/71 verstorbenen Burger. Im Zuge einer Neueindeckung des Turms erhielt die Kirche 1872 auch erstmals einen Blitzableiter. Das Kirchenschiff wurde 1881 neu eingedeckt. 1876 wurde auch ein neuer Taufstein angeschafft. Die vielen Arbeiten waren auch im Hinblick auf eine festliche Herrichtung der Kirche anlässlich des 1883 gefeierten 400. Geburtstag des Reformators Martin Luther. Im Feierjahr selbst wurde die vor der Kirche stehende Luther-Eiche gepflanzt und die Fenster des Ostgiebels neu gestaltet. Mit Buntglas wurden Luther und Philipp Melanchthon dargestellt.
1895 wurde das heute noch bestehende aus Backsteinen errichtete Konfirmandenhaus gebaut. Es wurde zeitweise als Schulraum für Schulklassen genutzt. Ansonsten diente es als Unterrichtsraum für Konfirmanden und Sitzungsraum des Gemeindekirchenrats. Das Pfarrhaus hatte bereits 1874 zur Dorfstraße hin erweitert worden.
1899 bat der Pfarrer Korreng, ihm eine leichtere Pfarrstelle zuzuweisen, Burg galt aufgrund der großen räumlichen Ausdehnung der Gemeindefläche als schwierig. Dieser Wunsch wurde zwar abgelehnt, allerdings wurde ihm ein Hilfsprediger zur Seite gestellt. Anlässlich der 100-Jahr-Feier der Kirche im Jahr 1904 fanden weitere Umbauten statt. So entstand die Sakristei und zwei Holztreppen zur Ostseite der Emporen. Der Kanzelaltar wurde um 1,30 m versetzt, um einen größeren Vorplatz zu gewinnen. Die damaligen Ansichten zur Moral zeigen sich an den in dieser Zeit bestehenden Regelungen zur Gestaltung von Zeremonien. Bei der Heirat ehrbarer Brautleute (Jungfrau und Junggeselle) war die große Glocke zu läuten und die Orgel zu spielen. Bei nur einem ehrbaren Teil wurde nur die Orgel gespielt. Galten beide als nicht ehrbar blieben Glocke und Orgel stumm. Ähnliches galt auch bei der Taufe ehelicher oder unehelicher Kinder.
Im Jahr 1912 erhielt die Kirche eine Niederdruckdampfheizung. Heizungsraum und Schornstein wurden gebaut, Putzarbeiten durchgeführt. Noch im gleichen Jahr erhielt die Kirchturmuhr auch drei neue Zifferblätter mit einem Durchmesser von 1,60 m. Der neue Pfarrer Riese beklagte sich, wie sein Vorgänger über die Beschwernisse der großen Gemeinde. Auch ihm wurde die zuvor wieder abgeschaffte Stelle eines Hilfspredigers zugebilligt, die zunächst bis 1919 bestand und auch später Berücksichtigung fand.
Während des Ersten Weltkriegs musste die größere der beiden Bronzeglocken zu Rüstungszwecke abgegeben werden. Die Glocke wog 400 kg und stammte aus dem Jahr 1804. Bereits im Februar 1920 wurde eine neue Bronzeglocke aus Apolda gekauft.
Im Jahr 1920 wurde Martin Eitner neuer Pfarrer in Burg. Zuvor war er als Geistlicher in Wittmannsdorf bei Luckau tätig. Mit ihm kam seine Ehefrau Gertrud Eitner, die später für den CSVD Abgeordnete im Reichstag wurde. Bei der Wahl von Pfarrer Eitner spielten auch seine Polnischkenntnisse eine Rolle. Die Gemeinde hoffte, dass er auch in der Lage sein würde in sorbischer Sprache zu predigen, was er dann auch tatsächlich tat.

### Zeit des Nationalsozialismus
In der Zeit des Nationalsozialismus wurden in Burg die Wahlen zum Gemeindekirchenrat nicht mehr in der gewohnten Weise durchgeführt. Zur Wahl im Juli 1933 reichten nur die den Nationalsozialisten nahestehenden Deutschen Christen einen Wahlvorschlag ein. Gegen die Wahl gab es unter formellen Gesichtspunkten einen Einspruch. Im Ergebnis gehörten dann auch zwei Nichtmitglieder der Deutschen Christen über deren Wahlvorschlag dem Burger Gemeindekirchenrat an. Bereits seit 1924 war Hermann Handta Kantor in der Gemeinde. Handta wurde später Ortsgruppenleiter der NSDAP und war auch bemüht, im kirchlichen Leben seine politische Einstellung umzusetzen. So wandte er sich entschieden gegen die von sorbischen Gemeindemitgliedern gewünschte Entscheidung für den Vikar Herbert Zerna als neuen Burger Pfarrer. Allerdings gab es bei in der Frauenhilfe aktiven Gemeindemitgliedern Personen, die sich zur, dem Nationalsozialismus ablehnend gegenüberstehenden, Bekennenden Kirche bekannten.
Im Gesamtbild stand die Kirchengemeinde jedoch nicht hinter Positionen der Bekennenden Kirche. Kurt Kube, Mitglied der Bekennenden Kirche, der entsprechend einer Anweisung des Konsistoriums Brandenburg am 1. Januar 1935 als Hilfsprediger in Burg anfangen sollte, verweigerte den Dienstantritt. Die Bekennende Kirche gab ihre Prediger nicht in Gemeinden, die überwiegend von Deutschen Christen beherrscht wurden. 1935 wurde NSDAP-Ortsgruppenleiter Handta zum Vorsitzenden des Gemeindekirchenrats ernannt. Später wurde Handta, wohl von der NSDAP, vor die Wahl gestellt entweder die Partei- oder die Kirchenfunktion fortzuführen. Handta entschied sich für die Fortführung der Kirchenfunktion. Im Oktober 1945, nach Ende der nationalsozialistischen Gewaltherrschaft, wurde Handta von der sowjetischen Geheimpolizei verhaftet. Er starb 1946 oder 1947 an Entkräftung in einem Lager in Jamlitz.
Die 1920 erworbene neue Bronzeglocke musste 1942 wieder zu Rüstungszwecken abgeliefert werden. Bei den Kämpfen um Burg zum Ende des Zweiten Weltkriegs am 24. April 1945 wurde das Kirchendach etwa zur Hälfte zerstört. Die Orgel nahm durch eindringendes Wasser Schaden. Noch 1945 wurden das Dach und die Orgel notdürftig repariert.

### Burger Kirche in der DDR
Ab 1947 fanden in Burg regelmäßig christliche Jugendtage statt, die weit über das Gemeindegebiet ausstrahlten. Die 2000 Plätze in der Kirche reichten nicht aus, so dass Lautsprecher befestigt werden mussten. Die Tradition der Jugendtage wurde, trotz zeitweiliger Behinderungen durch DDR-Behörden, bis in die 1990er Jahre fortgesetzt und dann zugunsten regionaler Jugendtage aufgegeben.
Zur Beseitigung der Kriegsschäden machten sich diverse Reparaturarbeiten erforderlich. Die 1945 stark beschädigten Fenster mit figürlicher Darstellung im Ostgiebel wurden 1952 in Görlitz restauriert. Das Kirchenschiff wurde renoviert, die Orgel 1953 und 1954 durch die Bautzener Firma Hermann Eule repariert. Auch erwarb man Ersatz für die verlorene Glocke. Einer alten Planung folgend wurde das Geläut durch den Erwerb von gleich zwei Hartgussglocken von der Glockengießerei Schilling und Lattermann aus Apolda auf drei Glocken erweitert.

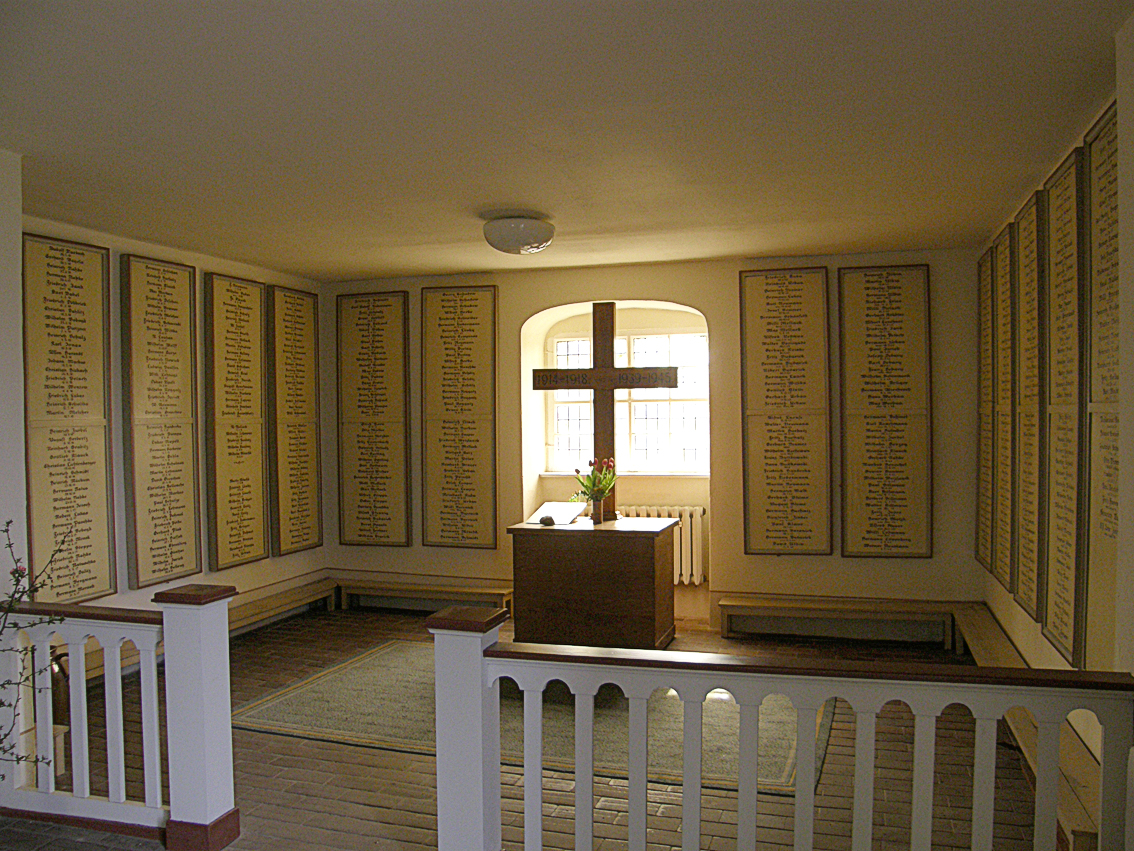
Gedenkhalle mit den Namen der 568 Gefallenen der beiden Weltkriege

Im Jahr 1954, dem 150. Kirchenjubiläum, wurden zum Gedenken an die Burger Gefallenen der beiden Weltkriege 29 Tafeln mit insgesamt 568 Namen in der Halle im Erdgeschoss des Kirchturms angebracht und der Raum zum Gedächtnisraum umgestaltet. Die ursprünglich hier zu den Emporen abgehenden Treppen wurden in das Kirchenschiff verlegt. Darüber hinaus erhielt der Raum zwei von der Firma Walter Deckwarth aus Görlitz gelieferte farbig gestaltete Fenster, die jedoch erst 1955 eingebaut wurden. Vor dem Fenster wurde ein Altar errichtet, der dem Vorraum den Charakter einer Kapelle verleiht. Die nördliche Seite dieser Halle wurde mit den Bildnissen aller bisher in Burg tätigen Pfarrer ausgestaltet.
1965 wurde der bis dahin zum Kirchspiel Briesen gehörende Ortsteil Schmogrow-Ausbau der Burger Gemeinde angegliedert. Im Jahr 1973 ging die Burger Gemeinde mit der Kirchengemeinde des niederländischen Oud-Beijerland eine Partnerschaft ein. Enge Beziehungen bestanden zuvor bereits mit der westdeutschen Gemeinde Burscheid. Die Aufstellung einer neuen, durch die Firma Sauer aus Frankfurt (Oder) 1973 geschaffenen Orgel und die Aufbringung der hierfür erforderlichen 90.000 Mark, ging auch auf die Hilfe dieser Partner zurück. Auch das Pfarrhaus wurde modernisiert.

### Seit der Wiedervereinigung
1996 fand die Einweihung eines neuen Gemeindezentrums statt. Die Finanzierung des Baus war über den Verkauf des Kantorhauses und eine per Erbpacht erfolgte Bereitstellung eines Grundstücks für ein Altenheim erfolgt. Der von der Kirchengemeinde betriebene Friedhof wurde 1994 an die politische Gemeinde abgegeben.
Es schloss sich eine grundlegende Sanierung der Kirche an. Zunächst wurde 1998 der Kirchturm saniert. 2000 und 2001 folgte die Neueindeckung des Kirchenschiffs sowie eine Erneuerung der Fassade und der Fenster. 2001/2002 wurde die Innendecke renoviert, 2002 schloss sich die Sanierung der Heizung und schließlich 2004 Maler- und Fußbodenarbeiten sowie die Restaurierung der Kirchenbänke an. Die Gesamtkosten beliefen sich auf fast 500.000 €.
Im Jahr 2004 wurde das 200. Kirchenjubiläum gefeiert.

## Architektur
Die Kirche entstand im Zeitraum von 1799 bis 1804 in frühklassizistischem Stil. Die Fassade ist verputzt, das Dach als abgewalmtes Satteldach ausgeführt. Der eingezogene Kirchturm befindet sich westlich des Kirchenschiffs auf quadratischem Grundriss. Der mit einem Zeltdach versehene Turm wird von einer achteckigen Laterne mit geschweifter Haube bekrönt. Auf dem Turm befindet sich eine Urkunden enthaltene Kugel sowie eine Wetterfahne mit Stern. Die Westwand der Kirche zeigt eine Gliederung durch Pilaster, die langen Seiten werden durch Lisenen strukturiert. Mittig an den Längsseiten befinden sich Vorhallen. An der Ostseite wurde 1904 die Sakristei angebaut.
Die Länge der Kirche beträgt 41 m, bei einer Breite von 16 und einer Höhe von 36 m.

## Ausstattung

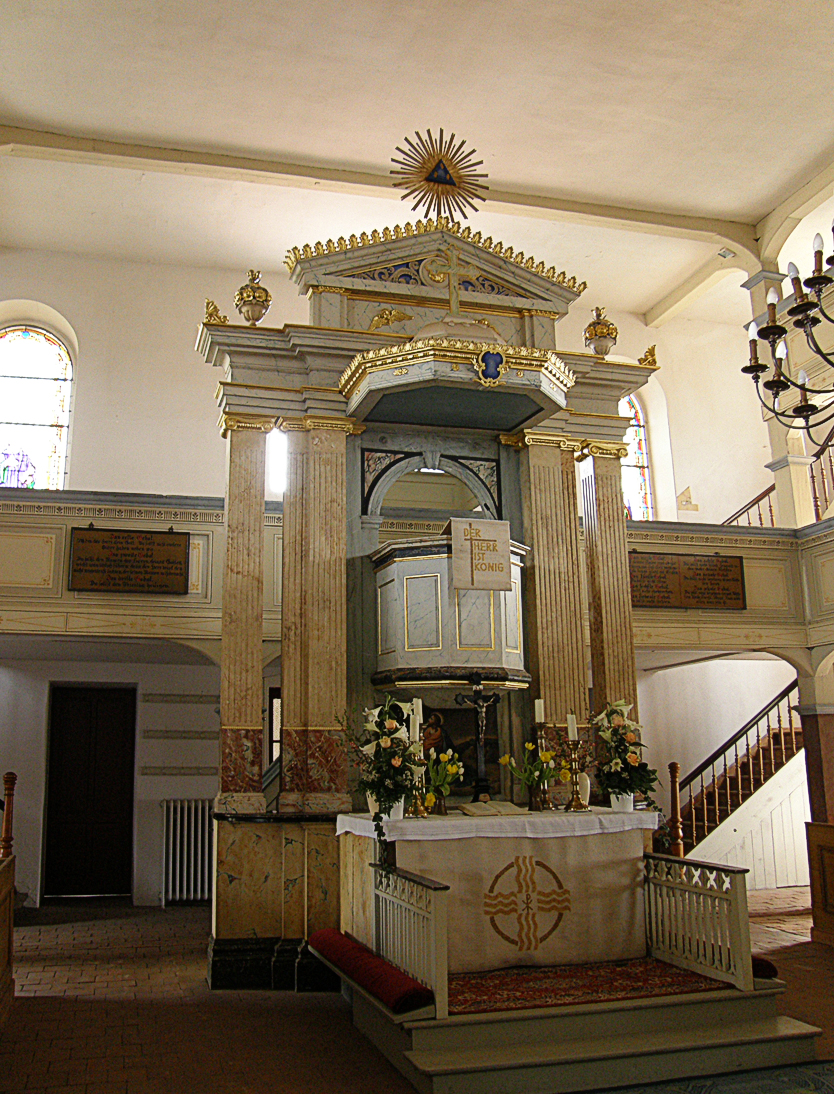
Ansicht des Kanzelaltars

Das Innere der Kirche wird durch eine flache Balkendecke und an allen Seiten befindliche Emporen geprägt. An den langen Seiten sind die Emporen zweigeschossig. Der Kanzelaltar stammt wie die vier Kronleuchter aus dem Jahr 1865. Nach den letzten Umbauten bietet die für 2000 Menschen gebaute Kirche jetzt Platz für 1200 Personen.
In der im Erdgeschoss des Turms befindlichen Halle stehen zwei historische Grabsteine, so der der 1619 verstorbenen Barbara Metzrad und des 1849 verstorbenen Georg Matting.

### Orgel

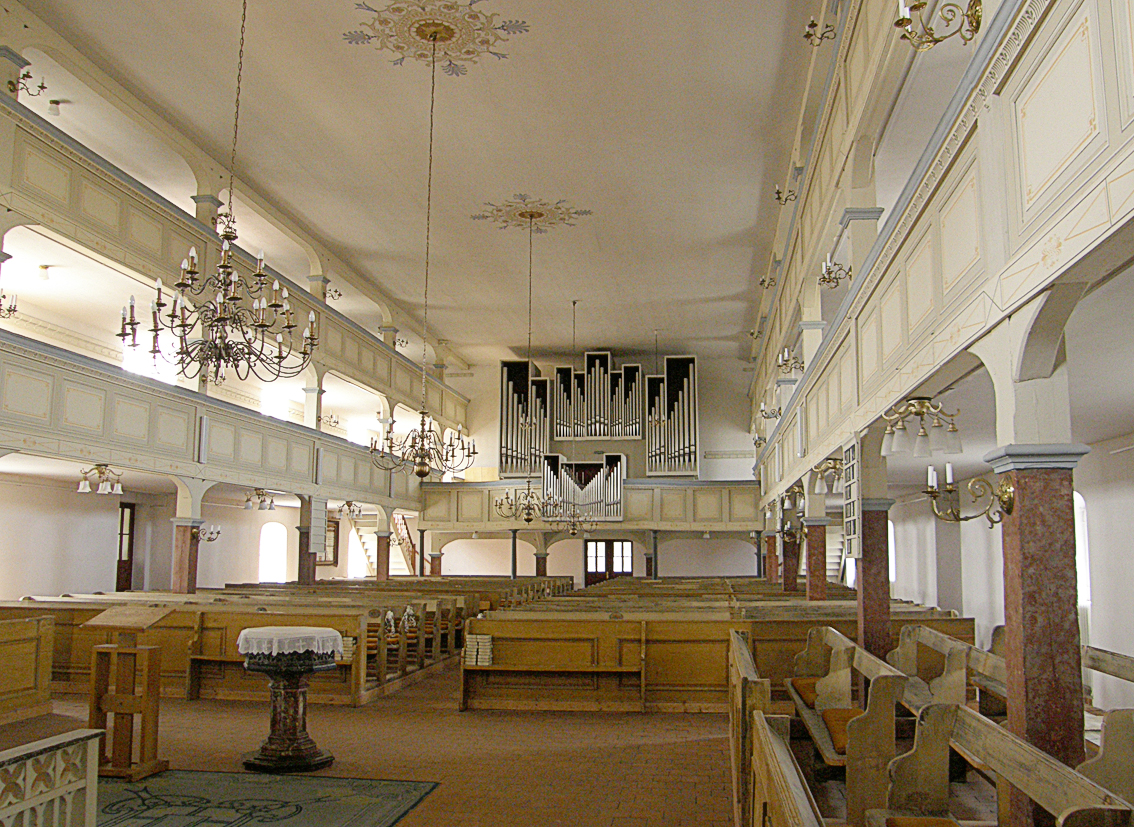
Blick zur Orgel

Die Orgel wurde 1973 von W. Sauer Orgelbau Frankfurt (Oder) erbaut. Das Schleifladen-Instrument hat 23 Register auf zwei Manualen und Pedal. Die Spiel- und Registertrakturen sind mechanisch.
| I Hauptwerk C–g3 |                 |     |
| 1.               | Quintade        | 16′ |
| 2.               | Principal       | 8′  |
| 3.               | Holzgedackt     | 8′  |
| 4.               | Oktave          | 4′  |
| 5.               | Koppelflöte     | 4′  |
| 6.               | Waldflöte       | 2′  |
| 7.               | Mixtur V–VI     |     |
| 8.               | Sesquialtera II |     |
| 9.               | Trompete        | 8′  |
|                  | Tremulant       |     |

| II Rückpositiv C–g3 |                  |       |
| 10.                 | Rohrflöte        | 8′    |
| 11.                 | Spitzflöte       | 4′    |
| 12.                 | Principal        | 2′    |
| 13.                 | Quinte           | 1 ⁄3′ |
| 14.                 | Oktävlein        | 1′    |
| 15.                 | Scharf-Zimbel IV |       |
| 16.                 | Krummhorn        | 8′    |
|                     | Tremulant        |       |

| Pedal C–f1 |                       |     |
| 17.        | Subbass               | 16′ |
| 18.        | Oktavbass             | 8′  |
| 19.        | Gedacktbass           | 8′  |
| 20.        | Choralbass            | 4′  |
| 21.        | Hintersatz IV         |     |
| 22.        | Groß Sesquialtera III |     |
| 23.        | Posaune               | 16′ |

- Koppeln: II/I, I/P, II/P

### Außenanlage
Nördlich der Kirche steht die 1883 gepflanzte Luther-Eiche. Bemerkenswert ist auch das dort befindliche Grabmal des 1829 verstorbenen Martin Schorradt, welches als Sandsteinpfeiler mit krönender Urne gestaltet ist.